# A.V. Alexander
 (septembre 2015).
Si vous disposez d'ouvrages ou d'articles de référence ou si vous connaissez des sites web de qualité traitant du thème abordé ici, merci de compléter l'article en donnant les références utiles à sa vérifiabilité et en les liant à la section « Notes et références ».
Albert Victor Alexander (1er mai 1885 – 11 janvier 1965), 1er comte Alexander d'Hillsborough, est un homme politique travailliste britannique. Il fut trois fois Premier Lord de l'Amirauté, de 1929 à 1931 sous Ramsay MacDonald, sous Winston Churchill  durant la Seconde Guerre mondiale (1940-1945), et sous Clement Attlee de 1945 à 1946, avant être nommé Ministre de la défense de 1946 à 1950.